# Asplundia rigida
Asplundia rigida är en enhjärtbladig växtart som först beskrevs av Jean Baptiste Christophe Fusée Aublet, och fick sitt nu gällande namn av Gunnar Wilhelm Harling. Asplundia rigida ingår i släktet Asplundia och familjen Cyclanthaceae. Inga underarter finns listade.